# Елена Валенціано
Марія Елена Валенціано Мартінес-Ороско (ісп. María Elena Valenciano Martínez-Orozco; нар. 18 вересня 1960, Мадрид) — іспанський політик, член ІСРП, заступник генерального секретаря партії з 5 лютого 2012 року. Депутат Європейського парламенту в 1999–2008 роках. Склала повноваження євродепутата після обрання в нижню палату іспанського парламенту від Мадрида на парламентських виборах 2008 року. У 2014 році очолила виборчий список ІСРП на виборах до Європейського парламенту 2014 року.